# .ir
Pour les articles homonymes, voir IR.
.ir est le domaine de premier niveau national en Iran.
Le domaine a été introduit en 1994. Il est géré par l'Institut d'étude en physique théorique et en mathématiques.